# Llista de topònims de Canet de Rosselló
Llista de topònims (noms propis de lloc) de Canet de Rosselló (Rosselló).
Informació actualitzada per un bot. Els canvis manuals es perdran quan s'actualitzi!

## avinguda
| imatge | Nom                     | Ubicat a          | instància de | Detalls | coordenades                                                  | Protecció | Commons (més fotos)                          | Dades a WD                    |
| ------ | ----------------------- | ----------------- | ------------ | ------- | ------------------------------------------------------------ | --------- | -------------------------------------------- | ----------------------------- |
|        | avinguda Eugène Sauvy   | Canet de Rosselló | avinguda     |         | 42° 41′ 38″ N, 3° 01′ 51″ E / 42.693851°N,3.030749°E 2 msnm  |           | Avenue Eugène Sauvy (Canet-en-Roussillon)    | Modifica les dades a Wikidata |
|        | avinguda Joseph Sauvy   | Canet de Rosselló | avinguda     |         | 42° 42′ 19″ N, 3° 00′ 31″ E / 42.705216°N,3.00859°E 15 msnm  |           | Avenue Joseph Sauvy (Canet-en-Roussillon)    | Modifica les dades a Wikidata |
|        | avinguda de Santa Maria | Canet de Rosselló | avinguda     |         | 42° 42′ 20″ N, 3° 00′ 33″ E / 42.705684°N,3.009197°E 10 msnm |           | Avenue de Sainte-Marie (Canet-en-Roussillon) | Modifica les dades a Wikidata |
|        | avinguda del Castell    | Canet de Rosselló | avinguda     |         | 42° 42′ 23″ N, 3° 00′ 34″ E / 42.706433°N,3.009481°E 10 msnm |           | Avenue du Château (Canet-en-Roussillon)      | Modifica les dades a Wikidata |

## barri administratiu
| imatge | Nom                   | Ubicat a          | instància de        | Detalls | coordenades                                          | Protecció | Commons (més fotos) | Dades a WD                    |
| ------ | --------------------- | ----------------- | ------------------- | ------- | ---------------------------------------------------- | --------- | ------------------- | ----------------------------- |
|        | Alizés                | Canet de Rosselló | barri administratiu |         |                                                      |           |                     | Modifica les dades a Wikidata |
|        | Centre Històric       | Canet de Rosselló | barri administratiu |         | 42° 42′ 23″ N, 3° 00′ 31″ E / 42.706265°N,3.008559°E |           |                     | Modifica les dades a Wikidata |
|        | Centre Platja         | Canet de Rosselló | barri administratiu |         | 42° 41′ 38″ N, 3° 01′ 52″ E / 42.69384°N,3.03111°E   |           |                     | Modifica les dades a Wikidata |
|        | Les Berges de l'Étang | Canet de Rosselló | barri administratiu |         | 42° 42′ 01″ N, 3° 00′ 31″ E / 42.70018°N,3.00852°E   |           |                     | Modifica les dades a Wikidata |
|        | Platja Sud            | Canet de Rosselló | barri administratiu |         | 42° 40′ 53″ N, 3° 01′ 59″ E / 42.68143°N,3.03304°E   |           |                     | Modifica les dades a Wikidata |
|        | Pol Nàutic            | Canet de Rosselló | barri administratiu |         | 42° 42′ 19″ N, 3° 01′ 49″ E / 42.70535°N,3.0303°E    |           |                     | Modifica les dades a Wikidata |
|        | Port Esportiu         | Canet de Rosselló | barri administratiu |         | 42° 42′ 01″ N, 3° 02′ 01″ E / 42.70041°N,3.033501°E  |           |                     | Modifica les dades a Wikidata |
|        | Tet                   | Canet de Rosselló | barri administratiu |         | 42° 42′ 32″ N, 3° 02′ 01″ E / 42.70895°N,3.03369°E   |           |                     | Modifica les dades a Wikidata |
|        | Veles Roges           | Canet de Rosselló | barri administratiu |         | 42° 42′ 23″ N, 2° 59′ 44″ E / 42.7065°N,2.99562°E    |           |                     | Modifica les dades a Wikidata |
|        | la Llobera            | Canet de Rosselló | barri administratiu |         | 42° 42′ 07″ N, 2° 59′ 29″ E / 42.70198°N,2.99129°E   |           |                     | Modifica les dades a Wikidata |
|        | les Bigues            | Canet de Rosselló | barri administratiu |         | 42° 42′ 22″ N, 3° 00′ 59″ E / 42.706194°N,3.016455°E |           |                     | Modifica les dades a Wikidata |

## bulevard
| imatge | Nom                               | Ubicat a          | instància de | Detalls                             | coordenades                                                              | Protecció | Commons (més fotos)                                  | Dades a WD                    |
| ------ | --------------------------------- | ----------------- | ------------ | ----------------------------------- | ------------------------------------------------------------------------ | --------- | ---------------------------------------------------- | ----------------------------- |
|        | bulevard de Jaume Josep Cassanyes | Canet de Rosselló | bulevard     | Anomenat per: Jaume Josep Cassanyes | 42° 42′ 00″ N, 3° 02′ 08″ E / 42.700055555556°N,3.0356666666667°E 2 msnm |           | Boulevard Joseph Cassanyes (Canet-en-Roussillon)     | Modifica les dades a Wikidata |
|        | bulevard de l'Espigó              | Canet de Rosselló | bulevard     | Anomenat per: espigó                | 42° 42′ 02″ N, 3° 01′ 59″ E / 42.700665°N,3.033088°E 1.7 msnm            |           | Boulevard de la Jetée (Canet-en-Roussillon)          | Modifica les dades a Wikidata |
|        | passeig de la Costa Vermella      | Canet de Rosselló | bulevard     | Anomenat per: Costa Vermella        | 42° 41′ 43″ N, 3° 02′ 09″ E / 42.695209°N,3.035884°E 2.5 msnm            |           | Promenade de la Côte Vermeille (Canet-en-Roussillon) | Modifica les dades a Wikidata |

## carrer
| imatge | Nom                                | Ubicat a          | instància de | Detalls                                       | coordenades                                                              | Protecció | Commons (més fotos)                                 | Dades a WD                    |
| ------ | ---------------------------------- | ----------------- | ------------ | --------------------------------------------- | ------------------------------------------------------------------------ | --------- | --------------------------------------------------- | ----------------------------- |
|        | Allée Jean Bart                    | Canet de Rosselló | carrer       | Anomenat per: Jean Bart                       | 42° 41′ 57″ N, 3° 01′ 42″ E / 42.699027777778°N,3.0282222222222°E 2 msnm |           | Allée Jean Bart (Canet-en-Roussillon)               | Modifica les dades a Wikidata |
|        | Avenue du Grand Large              | Canet de Rosselló | carrer       |                                               | 42° 41′ 20″ N, 3° 01′ 59″ E / 42.688968°N,3.033072°E 1.5 msnm            |           | Avenue du Grand Large (Canet-en-Roussillon)         | Modifica les dades a Wikidata |
|        | Carrer Llarg                       | Canet de Rosselló | carrer       |                                               | 42° 42′ 24″ N, 3° 00′ 26″ E / 42.706536°N,3.00721°E 18 msnm              |           | Carrer Llarg (Canet-en-Roussillon)                  | Modifica les dades a Wikidata |
|        | Impasse Basile Darbon              | Canet de Rosselló | carrer       |                                               | 42° 42′ 14″ N, 3° 00′ 26″ E / 42.703799°N,3.007098°E 15 msnm             |           | Impasse Basile Darbon (Canet-en-Roussillon)         | Modifica les dades a Wikidata |
|        | Rue de l'Enfant                    | Canet de Rosselló | carrer       |                                               | 42° 42′ 22″ N, 3° 00′ 34″ E / 42.706189°N,3.009435°E 10 msnm             |           | Rue de l'Enfant (Canet-en-Roussillon)               | Modifica les dades a Wikidata |
|        | Rue de la Cigale                   | Canet de Rosselló | carrer       |                                               | 42° 42′ 22″ N, 3° 00′ 32″ E / 42.706243°N,3.008963°E 12 msnm             |           | Rue de la Cigale (Canet-en-Roussillon)              | Modifica les dades a Wikidata |
|        | Rue du Paloméa                     | Canet de Rosselló | carrer       |                                               | 42° 42′ 24″ N, 3° 00′ 24″ E / 42.706562°N,3.006804°E 19 msnm             |           | Rue du Paloméa (Canet-en-Roussillon)                | Modifica les dades a Wikidata |
|        | Rue du Ruisseau                    | Canet de Rosselló | carrer       |                                               | 42° 42′ 25″ N, 3° 00′ 36″ E / 42.707042°N,3.010098°E 6 msnm              |           | Rue du Ruisseau (Canet-en-Roussillon)               | Modifica les dades a Wikidata |
|        | Traverse de la Monnaie             | Canet de Rosselló | carrer       |                                               | 42° 42′ 24″ N, 3° 00′ 35″ E / 42.706546°N,3.009677°E 9 msnm              |           | Traverse de la Monnaie (Canet-en-Roussillon)        | Modifica les dades a Wikidata |
|        | Traverse des Remparts              | Canet de Rosselló | carrer       |                                               | 42° 42′ 24″ N, 3° 00′ 26″ E / 42.706766°N,3.007284°E 17 msnm             |           | Traverse des Remparts (Canet-en-Roussillon)         | Modifica les dades a Wikidata |
|        | avinguda d'Édouard Herriot         | Canet de Rosselló | carrer       | Anomenat per: Édouard Herriot                 | 42° 41′ 26″ N, 3° 01′ 55″ E / 42.690645°N,3.032045°E 1.5 msnm            |           | Avenue Édouard-Herriot (Canet-en-Roussillon)        | Modifica les dades a Wikidata |
|        | bulevard d'Hippolyte Tixador       | Canet de Rosselló | carrer       |                                               | 42° 41′ 26″ N, 3° 02′ 04″ E / 42.690536°N,3.034379°E 2.5 msnm            |           | Boulevard Hippolyte Tixador (Canet-en-Roussillon)   | Modifica les dades a Wikidata |
|        | carrer Estret                      | Canet de Rosselló | carrer       |                                               | 42° 42′ 22″ N, 3° 00′ 33″ E / 42.706177°N,3.009116°E 10 msnm             |           | Rue Étroite (Canet-en-Roussillon)                   | Modifica les dades a Wikidata |
|        | carrer d'Alfred de Musset          | Canet de Rosselló | carrer       | Anomenat per: Alfred de Musset                | 42° 42′ 01″ N, 3° 02′ 06″ E / 42.700357°N,3.035082°E 2 msnm              |           | Rue Alfred de Musset (Canet-en-Roussillon)          | Modifica les dades a Wikidata |
|        | carrer d'Alsàcia-Lorena            | Canet de Rosselló | carrer       | Anomenat per: Alsàcia-Lorena                  | 42° 41′ 30″ N, 3° 01′ 58″ E / 42.691543°N,3.03274°E 1.3 msnm             |           | Rue Alsace-Lorraine (Canet-en-Roussillon)           | Modifica les dades a Wikidata |
|        | carrer d'Alvèrnia                  | Canet de Rosselló | carrer       | Anomenat per: Alvèrnia                        | 42° 41′ 31″ N, 3° 01′ 58″ E / 42.692023°N,3.032749°E 1.5 msnm            |           | Rue d'Auvergne (Canet-en-Roussillon)                | Modifica les dades a Wikidata |
|        | carrer d'Artois Picardia           | Canet de Rosselló | carrer       | Anomenat per: Artois Picardia                 | 42° 41′ 31″ N, 3° 01′ 59″ E / 42.69203°N,3.03318°E 1.5 msnm              |           | Rue Artois Picardie (Canet-en-Roussillon)           | Modifica les dades a Wikidata |
|        | carrer d'Eugène Jouy d'Arnaud      | Canet de Rosselló | carrer       | Anomenat per: Eugène Jouy d'Arnaud            | 42° 42′ 03″ N, 3° 02′ 04″ E / 42.700802°N,3.034505°E 2 msnm              |           | Rue Eugène Jouy d'Arnaud (Canet-en-Roussillon)      | Modifica les dades a Wikidata |
|        | carrer de Borgonya Morvan          | Canet de Rosselló | carrer       | Anomenat per: Regne de Borgonya Morvan        | 42° 41′ 28″ N, 3° 02′ 02″ E / 42.691249°N,3.033899°E 2 msnm              |           | Rue Bourgogne Morvan (Canet-en-Roussillon)          | Modifica les dades a Wikidata |
|        | carrer de Bèlgica                  | Canet de Rosselló | carrer       | Anomenat per: Bèlgica                         | 42° 41′ 35″ N, 3° 01′ 58″ E / 42.692961°N,3.032706°E 1.4 msnm            |           | Rue de Belgique (Canet-en-Roussillon)               | Modifica les dades a Wikidata |
|        | carrer de Deodat de Severac        | Canet de Rosselló | carrer       | Anomenat per: Deodat de Severac               | 42° 42′ 02″ N, 3° 02′ 06″ E / 42.700453°N,3.035121°E 2 msnm              |           | Rue Déodat de Séverac (Canet-en-Roussillon)         | Modifica les dades a Wikidata |
|        | carrer de Fèlix Mercader           | Canet de Rosselló | carrer       | Anomenat per: Fèlix Mercader                  | 42° 41′ 59″ N, 3° 02′ 10″ E / 42.699668°N,3.036036°E 2 msnm              |           | Rue Félix Mercader (Canet-en-Roussillon)            | Modifica les dades a Wikidata |
|        | carrer de Jacqueline Auriol        | Canet de Rosselló | carrer       | Anomenat per: Jacqueline Auriol               | 42° 42′ 10″ N, 3° 01′ 21″ E / 42.702726°N,3.022609°E 3 msnm              |           | Rue Jacqueline Auriol (Canet-en-Roussillon)         | Modifica les dades a Wikidata |
|        | carrer de Jean Jaurès              | Canet de Rosselló | carrer       | Anomenat per: Jean Jaurès                     | 42° 41′ 56″ N, 3° 02′ 09″ E / 42.698832°N,3.035824°E 2 msnm              |           | Rue Jean Jaurès (Canet-en-Roussillon)               | Modifica les dades a Wikidata |
|        | carrer de Joana d'Arc              | Canet de Rosselló | carrer       | Anomenat per: Joana d'Arc                     | 42° 42′ 24″ N, 3° 00′ 28″ E / 42.706578°N,3.007856°E 18 msnm             |           | Rue Jeanne d'Arc (Canet-en-Roussillon)              | Modifica les dades a Wikidata |
|        | carrer de Jules Verne              | Canet de Rosselló | carrer       | Anomenat per: Jules Verne                     | 42° 42′ 03″ N, 3° 02′ 07″ E / 42.700953°N,3.035268°E 2 msnm              |           | Rue Jules Verne (Canet-en-Roussillon)               | Modifica les dades a Wikidata |
|        | carrer de Louis Pasteur            | Canet de Rosselló | carrer       | Anomenat per: Louis Pasteur                   | 42° 42′ 03″ N, 3° 02′ 07″ E / 42.700784°N,3.035245°E 2 msnm              |           | Rue Louis Pasteur (Canet-en-Roussillon)             | Modifica les dades a Wikidata |
|        | carrer de Léo Delibes              | Canet de Rosselló | carrer       | Anomenat per: Léo Delibes                     | 42° 42′ 01″ N, 3° 02′ 06″ E / 42.700214°N,3.035085°E 2 msnm              |           | Rue Léo Delibes (Canet-en-Roussillon)               | Modifica les dades a Wikidata |
|        | carrer de Michel Carola            | Canet de Rosselló | carrer       | Anomenat per: Michel Carola                   | 42° 40′ 58″ N, 3° 01′ 49″ E / 42.682837°N,3.030159°E 2 msnm              |           | Rue Michel Carola (Canet-en-Roussillon)             | Modifica les dades a Wikidata |
|        | carrer de Neil Armstrong           | Canet de Rosselló | carrer       | Anomenat per: Neil Armstrong                  | 42° 42′ 10″ N, 3° 01′ 19″ E / 42.702721°N,3.021996°E 3.5 msnm            |           | Rue Neil Armstrong (Canet-en-Roussillon)            | Modifica les dades a Wikidata |
|        | carrer de Pierre Loti              | Canet de Rosselló | carrer       | Anomenat per: Pierre Loti                     | 42° 42′ 00″ N, 3° 02′ 06″ E / 42.699981°N,3.034996°E 2 msnm              |           | Rue Pierre Loti (Canet-en-Roussillon)               | Modifica les dades a Wikidata |
|        | carrer de Sant Francesc de Paula   | Canet de Rosselló | carrer       | Anomenat per: Francesc de Paula               | 42° 42′ 22″ N, 3° 00′ 33″ E / 42.705975°N,3.009184°E 10 msnm             |           | Rue Saint-François de Paul (Canet-en-Roussillon)    | Modifica les dades a Wikidata |
|        | carrer de Sant Galderic            | Canet de Rosselló | carrer       |                                               | 42° 42′ 22″ N, 3° 00′ 32″ E / 42.706139°N,3.0089°E 11 msnm               |           | Rue Saint-Gaudérique (Canet-en-Roussillon)          | Modifica les dades a Wikidata |
|        | carrer de Sologne Berric           | Canet de Rosselló | carrer       | Anomenat per: Sologne Berric                  | 42° 41′ 26″ N, 3° 02′ 00″ E / 42.690508°N,3.03333°E 1.5 msnm             |           | Rue de Sologne Berry (Canet-en-Roussillon)          | Modifica les dades a Wikidata |
|        | carrer de l'Avenir                 | Canet de Rosselló | carrer       |                                               | 42° 42′ 22″ N, 3° 00′ 20″ E / 42.706241°N,3.005552°E 19 msnm             |           | Rue de l'Avenir (Canet-en-Roussillon)               | Modifica les dades a Wikidata |
|        | carrer de l'Església de Sant Jaume | Canet de Rosselló | carrer       | Anomenat per: Sant Jaume de Canet de Rosselló | 42° 42′ 22″ N, 3° 00′ 29″ E / 42.70603°N,3.008093°E 15 msnm              |           | Rue de l'Église Saint-Jacques (Canet-en-Roussillon) | Modifica les dades a Wikidata |
|        | carrer de l'Hort                   | Canet de Rosselló | carrer       |                                               | 42° 42′ 27″ N, 3° 00′ 36″ E / 42.707515°N,3.010106°E 6 msnm              |           | Rue de l'Hort (Canet-en-Roussillon)                 | Modifica les dades a Wikidata |
|        | carrer de l'Hortolana              | Canet de Rosselló | carrer       |                                               | 42° 42′ 23″ N, 3° 00′ 33″ E / 42.706338°N,3.009192°E 11 msnm             |           | Rue de l'Ourtoulane (Canet-en-Roussillon)           | Modifica les dades a Wikidata |
|        | carrer de l'Illa de França         | Canet de Rosselló | carrer       | Anomenat per: Illa de França                  | 42° 41′ 27″ N, 3° 01′ 59″ E / 42.690756°N,3.033087°E 1 msnm              |           | Rue d'Île-de-France (Canet-en-Roussillon)           | Modifica les dades a Wikidata |
|        | carrer de la Bàscula               | Canet de Rosselló | carrer       |                                               | 42° 42′ 22″ N, 3° 00′ 23″ E / 42.706218°N,3.006471°E 16 msnm             |           | Rue de la Bascule (Canet-en-Roussillon)             | Modifica les dades a Wikidata |
|        | carrer de la Casa de la Vila       | Canet de Rosselló | carrer       |                                               | 42° 42′ 20″ N, 3° 00′ 28″ E / 42.70564°N,3.007772°E 15 msnm              |           | Rue de l'Hôtel de Ville (Canet-en-Roussillon)       | Modifica les dades a Wikidata |
|        | carrer de la Creu del Sud          | Canet de Rosselló | carrer       | Anomenat per: Creu del Sud                    | 42° 41′ 12″ N, 3° 01′ 59″ E / 42.686539°N,3.033125°E 1.5 msnm            |           | Rue de la Croix du Sud (Canet-en-Roussillon)        | Modifica les dades a Wikidata |
|        | carrer de la Moneda                | Canet de Rosselló | carrer       |                                               | 42° 42′ 24″ N, 3° 00′ 35″ E / 42.706644°N,3.009858°E 8 msnm              |           | Rue de la Monnaie (Canet-en-Roussillon)             | Modifica les dades a Wikidata |
|        | carrer de la República             | Canet de Rosselló | carrer       | Anomenat per: república                       | 42° 42′ 21″ N, 3° 00′ 24″ E / 42.705868°N,3.00676°E 18 msnm              |           | Rue de la République (Canet-en-Roussillon)          | Modifica les dades a Wikidata |
|        | carrer de la Torre Quadrada        | Canet de Rosselló | carrer       |                                               | 42° 42′ 23″ N, 3° 00′ 28″ E / 42.706342°N,3.007762°E 19 msnm             |           | Rue de la Tour Carrée (Canet-en-Roussillon)         | Modifica les dades a Wikidata |
|        | carrer de la Vall del Loira        | Canet de Rosselló | carrer       | Anomenat per: Vall del Loira                  | 42° 41′ 23″ N, 3° 02′ 01″ E / 42.689729°N,3.033663°E 2 msnm              |           | Rue du Val de Loire (Canet-en-Roussillon)           | Modifica les dades a Wikidata |
|        | carrer de la Vall del Roine        | Canet de Rosselló | carrer       | Anomenat per: vall del Roine                  | 42° 41′ 26″ N, 3° 02′ 01″ E / 42.690688°N,3.033645°E 1.7 msnm            |           | Rue de la Vallée du Rhône (Canet-en-Roussillon)     | Modifica les dades a Wikidata |
|        | carrer de la Verge                 | Canet de Rosselló | carrer       |                                               | 42° 42′ 24″ N, 3° 00′ 34″ E / 42.706691°N,3.009561°E 10 msnm             |           | Rue de la Vierge (Canet-en-Roussillon)              | Modifica les dades a Wikidata |
|        | carrer de la Xampanya              | Canet de Rosselló | carrer       | Anomenat per: Xampanya                        | 42° 41′ 24″ N, 3° 01′ 58″ E / 42.690129°N,3.032719°E 1.3 msnm            |           | Rue de Champagne (Canet-en-Roussillon)              | Modifica les dades a Wikidata |
|        | carrer de les Escoles              | Canet de Rosselló | carrer       |                                               | 42° 42′ 21″ N, 3° 00′ 22″ E / 42.705951°N,3.005992°E 19 msnm             |           | Rue des Écoles (Canet-en-Roussillon)                | Modifica les dades a Wikidata |
|        | carrer de les Farines              | Canet de Rosselló | carrer       |                                               | 42° 42′ 22″ N, 3° 00′ 27″ E / 42.706124°N,3.00737°E 18 msnm              |           | Rue des Farines (Canet-en-Roussillon)               | Modifica les dades a Wikidata |
|        | carrer del 14 de Juliol            | Canet de Rosselló | carrer       | Anomenat per: Presa de la Bastilla            | 42° 42′ 20″ N, 3° 00′ 26″ E / 42.705468°N,3.007135°E 14 msnm             |           | Rue du 14 juillet (Canet-en-Roussillon)             | Modifica les dades a Wikidata |
|        | carrer del Commandant Charcot      | Canet de Rosselló | carrer       | Anomenat per: Jean-Baptiste Charcot           | 42° 42′ 05″ N, 3° 02′ 07″ E / 42.701278°N,3.035344°E 2 msnm              |           | Rue Commandant Charcot (Canet-en-Roussillon)        | Modifica les dades a Wikidata |
|        | carrer del Doctor Roux             | Canet de Rosselló | carrer       | Anomenat per: Pierre Paul Émile Roux          | 42° 42′ 02″ N, 3° 02′ 07″ E / 42.700581°N,3.035189°E 2 msnm              |           | Rue du Docteur Roux (Canet-en-Roussillon)           | Modifica les dades a Wikidata |
|        | carrer del Jura                    | Canet de Rosselló | carrer       | Anomenat per: Serralada del Jura              | 42° 41′ 22″ N, 3° 01′ 57″ E / 42.689319°N,3.032634°E 1.3 msnm            |           | Rue du Jura (Canet-en-Roussillon)                   | Modifica les dades a Wikidata |
|        | carrer del Mariscal Foch           | Canet de Rosselló | carrer       | Anomenat per: Ferdinand Foch                  | 42° 41′ 56″ N, 3° 02′ 08″ E / 42.698941°N,3.035666°E 2 msnm              |           | Rue Maréchal Foch (Canet-en-Roussillon)             | Modifica les dades a Wikidata |
|        | carrer del Molí                    | Canet de Rosselló | carrer       |                                               | 42° 42′ 26″ N, 3° 00′ 29″ E / 42.707113°N,3.008192°E 10 msnm             |           | Rue du Moulin (Canet-en-Roussillon)                 | Modifica les dades a Wikidata |
|        | carrer del Perigord                | Canet de Rosselló | carrer       | Anomenat per: Perigord                        | 42° 41′ 28″ N, 3° 01′ 59″ E / 42.691229°N,3.032922°E 1.5 msnm            |           | Rue du Périgord (Canet-en-Roussillon)               | Modifica les dades a Wikidata |
|        | carrer del Poitou                  | Canet de Rosselló | carrer       | Anomenat per: Poitou                          | 42° 41′ 30″ N, 3° 02′ 01″ E / 42.691643°N,3.03355°E 1.5 msnm             |           | Rue du Poitou (Canet-en-Roussillon)                 | Modifica les dades a Wikidata |
|        | carrer dels Alps                   | Canet de Rosselló | carrer       | Anomenat per: Alps                            | 42° 41′ 33″ N, 3° 02′ 02″ E / 42.692366°N,3.033822°E 2 msnm              |           | Rue des Alpes (Canet-en-Roussillon)                 | Modifica les dades a Wikidata |
|        | moll de Barcelona                  | Canet de Rosselló | carrer       | Anomenat per: Barcelona                       | 42° 42′ 09″ N, 3° 02′ 05″ E / 42.702593°N,3.034713°E 1 msnm              |           | Quai de Barcelone (Canet-en-Roussillon)             | Modifica les dades a Wikidata |
|        | rue des Remparts                   | Canet de Rosselló | carrer       |                                               | 42° 42′ 25″ N, 3° 00′ 27″ E / 42.70686111111111°N,3.0075°E 17 msnm       |           | Rue des Remparts (Canet-en-Roussillon)              | Modifica les dades a Wikidata |
|        | rue du Presbytère                  | Canet de Rosselló | carrer       |                                               | 42° 42′ 22″ N, 3° 00′ 28″ E / 42.70606°N,3.007813°E 17 msnm              |           | Rue du Presbytère (Canet-en-Roussillon)             | Modifica les dades a Wikidata |
|        | via Florence Arthaud               | Canet de Rosselló | carrer       | Anomenat per: Florence Arthaud                | 42° 42′ 14″ N, 3° 01′ 36″ E / 42.703916666667°N,3.02675°E 1.5 msnm       |           | Voie Florence Arthaud (Canet-en-Roussillon)         | Modifica les dades a Wikidata |

## château
| imatge | Nom                  | Ubicat a          | instància de | Detalls                          | coordenades                                                         | Protecció                     | Commons (més fotos)   | Dades a WD                    |
| ------ | -------------------- | ----------------- | ------------ | -------------------------------- | ------------------------------------------------------------------- | ----------------------------- | --------------------- | ----------------------------- |
|        | castell de l'Esparró | Canet de Rosselló | château      | Arquitecte: Viggo Dorph-Petersen | 42° 41′ 20″ N, 3° 01′ 34″ E / 42.6888°N,3.02621°E fr:l'Esparrou Est | monument històric inventariat | Château de l'Esparrou | Modifica les dades a Wikidata |
|        | château de Rey       | Canet de Rosselló | château      |                                  |                                                                     |                               |                       | Modifica les dades a Wikidata |

## cul-de-sac
| imatge | Nom                        | Ubicat a          | instància de | Detalls            | coordenades                                                  | Protecció | Commons (més fotos)                              | Dades a WD                    |
| ------ | -------------------------- | ----------------- | ------------ | ------------------ | ------------------------------------------------------------ | --------- | ------------------------------------------------ | ----------------------------- |
|        | Impasse de l'Albe          | Canet de Rosselló | cul-de-sac   | Anomenat per: albe | 42° 41′ 19″ N, 3° 01′ 44″ E / 42.688695°N,3.028949°E 2 msnm  |           | Impasse de l'Albe (Canet-en-Roussillon)          | Modifica les dades a Wikidata |
|        | Impasse de l'Église        | Canet de Rosselló | cul-de-sac   |                    | 42° 42′ 23″ N, 3° 00′ 29″ E / 42.706309°N,3.008115°E 18 msnm |           | Impasse de l'Église (Canet-en-Roussillon)        | Modifica les dades a Wikidata |
|        | Impasse de la Concorde     | Canet de Rosselló | cul-de-sac   |                    | 42° 42′ 22″ N, 3° 00′ 25″ E / 42.706038°N,3.006813°E 18 msnm |           | Impasse de la Concorde (Canet-en-Roussillon)     | Modifica les dades a Wikidata |
|        | Impasse de la Tour Carrée  | Canet de Rosselló | cul-de-sac   |                    | 42° 42′ 22″ N, 3° 00′ 27″ E / 42.706205°N,3.007612°E 18 msnm |           | Impasse de la Tour Carrée (Canet-en-Roussillon)  | Modifica les dades a Wikidata |
|        | Impasse del Trempe         | Canet de Rosselló | cul-de-sac   |                    | 42° 42′ 07″ N, 3° 00′ 42″ E / 42.702041°N,3.011584°E 14 msnm |           | Impasse del Trempe (Canet-en-Roussillon)         | Modifica les dades a Wikidata |
|        | Impasse des Mauves         | Canet de Rosselló | cul-de-sac   |                    | 42° 41′ 36″ N, 3° 01′ 41″ E / 42.693352°N,3.027954°E 2 msnm  |           | Impasse des Mauves (Canet-en-Roussillon)         | Modifica les dades a Wikidata |
|        | Impasse des Paquerettes    | Canet de Rosselló | cul-de-sac   |                    | 42° 41′ 39″ N, 3° 01′ 41″ E / 42.694255°N,3.027986°E 2 msnm  |           | Impasse des Paquerettes (Canet-en-Roussillon)    | Modifica les dades a Wikidata |
|        | Impasse du Lion            | Canet de Rosselló | cul-de-sac   |                    | 42° 42′ 23″ N, 3° 00′ 31″ E / 42.706324°N,3.008518°E 15 msnm |           | Impasse du Lion (Canet-en-Roussillon)            | Modifica les dades a Wikidata |
|        | impasse de la Tour d'Angle | Canet de Rosselló | cul-de-sac   |                    | 42° 42′ 21″ N, 3° 00′ 24″ E / 42.705707°N,3.006788°E 18 msnm |           | Impasse de la Tour d'Angle (Canet-en-Roussillon) | Modifica les dades a Wikidata |

## església
| imatge | Nom                                               | Ubicat a          | instància de          | Detalls                                                                           | coordenades                                                 | Protecció | Commons (més fotos)                                     | Dades a WD                    |
| ------ | ------------------------------------------------- | ----------------- | --------------------- | --------------------------------------------------------------------------------- | ----------------------------------------------------------- | --------- | ------------------------------------------------------- | ----------------------------- |
|        | Nostra Senyora de les Onades de Canet de Rosselló | Canet de Rosselló | església              |                                                                                   | 42° 41′ 41″ N, 3° 02′ 03″ E / 42.6947°N,3.0341°E 1.9 msnm   |           | Église Notre-Dame-des-Flots de Canet-en-Roussillon      | Modifica les dades a Wikidata |
|        | Sant Jaume de Canet de Rosselló                   | Canet de Rosselló | església Ús: església | Estil: arquitectura gòtica Anomenat per: Jaume el Major Dedicat a: Jaume el Major | 42° 42′ 21″ N, 3° 00′ 30″ E / 42.7058°N,3.00839°E 12.6 msnm |           | Église Saint-Jacques de Canet-en-Roussillon             | Modifica les dades a Wikidata |
|        | Sant Martí del Castell                            | Canet de Rosselló | església              | Estil: arquitectura romànica Dedicat a: Sant Martí de Tours                       | 42° 42′ 25″ N, 3° 00′ 32″ E / 42.7069°N,3.00892°E 19 msnm   |           | Chapelle Saint-Martin du château de Canet-en-Roussillon | Modifica les dades a Wikidata |

## instal·lació
| imatge | Nom                                  | Ubicat a          | instància de                          | Detalls | coordenades                                                                                              | Protecció | Commons (més fotos)              | Dades a WD                    |
| ------ | ------------------------------------ | ----------------- | ------------------------------------- | ------- | --- | --------- | -------------------------------- | ----------------------------- |
|        | casa de la vila de Canet de Rosselló | Canet de Rosselló | instal·lació Ús: seu del govern local |         | 42° 42′ 21″ N, 3° 00′ 32″ E / 42.705779°N,3.008822°E fr:PL ST JACQUES, 66140 CANET-EN-ROUSSILLON 11 msnm |           | Town hall of Canet-en-Roussillon | Modifica les dades a Wikidata |
|        | crematori de Canet de Rosselló       | Canet de Rosselló | instal·lació Ús: crematori            |         | |           |                                  | Modifica les dades a Wikidata |

## plaça
| imatge | Nom                     | Ubicat a          | instància de | Detalls                      | coordenades                                                               | Protecció | Commons (més fotos)                           | Dades a WD                    |
| ------ | ----------------------- | ----------------- | ------------ | ---------------------------- | ------------------------------------------------------------------------- | --------- | --------------------------------------------- | ----------------------------- |
|        | Place San Marti Casteil | Canet de Rosselló | plaça        |                              | 42° 42′ 24″ N, 3° 00′ 30″ E / 42.706661°N,3.008456°E 15 msnm              |           | Place San Marti Casteil (Canet-en-Roussillon) | Modifica les dades a Wikidata |
|        | placeta de René Marty   | Canet de Rosselló | plaça        |                              | 42° 42′ 22″ N, 3° 00′ 30″ E / 42.706029°N,3.008235°E 15 msnm              |           | Placette René Marty (Canet-en-Roussillon)     | Modifica les dades a Wikidata |
|        | plaça de Jacques Grésa  | Canet de Rosselló | plaça        | Anomenat per: Jacques Grésa  | 42° 42′ 22″ N, 3° 00′ 25″ E / 42.70606°N,3.007079°E 17 msnm               |           | Place Jacques Grésa (Canet-en-Roussillon)     | Modifica les dades a Wikidata |
|        | plaça de Jordi Barre    | Canet de Rosselló | plaça        | Anomenat per: Jordi Barre    | 42° 42′ 19″ N, 3° 00′ 24″ E / 42.705338888889°N,3.0065611111111°E 15 msnm |           | Place Jordi Barre (Canet-en-Roussillon)       | Modifica les dades a Wikidata |
|        | plaça de Sant Jaume     | Canet de Rosselló | plaça        | Anomenat per: Jaume el Major | 42° 42′ 21″ N, 3° 00′ 31″ E / 42.705733°N,3.008665°E 11 msnm              |           | Place Saint-Jacques (Canet-en-Roussillon)     | Modifica les dades a Wikidata |

## Misc
| imatge | Nom                                        | Ubicat a                                  | instància de                                       | Detalls                                                   | coordenades | Protecció                     | Commons (més fotos)                                 | Dades a WD                    |
| ------ | ------------------------------------------ | ----------------------------------------- | -------------------------------------------------- | --------------------------------------------------------- | --- | ----------------------------- | --------------------------------------------------- | ----------------------------- |
|        | Arborètum de Mas Rosselló                  | Canet de Rosselló                         | arborètum                                          |                                                           | 42° 42′ 30″ N, 2° 59′ 02″ E / 42.708388888889°N,2.9839722222222°E                                                                                                   |                               | Arboretum du Mas Roussillon                         | Modifica les dades a Wikidata |
|        | Castell de Canet                           | Canet de Rosselló                         | castell                                            |                                                           | 42° 42′ 24″ N, 3° 00′ 31″ E / 42.7068°N,3.0086°E 19.33 msnm | monument històric inventariat | Canet-en-Roussillon Castle                          | Modifica les dades a Wikidata |
|        | Estany de Sant Nazari                      | Canet de Rosselló Sant Nazari de Rosselló | llacuna bassa llac                                 | Superfície: 782ha                                         | 42° 40′ 06″ N, 3° 01′ 23″ E / 42.668222222222°N,3.0230833333333°E 0 msnm                                                                                            |                               | Étang de Canet-Saint-Nazaire                        | Modifica les dades a Wikidata |
|        | Mas Rey                                    | Canet de Rosselló                         | celler                                             | Arquitecte: Viggo Dorph-Petersen                          | |                               |                                                     | Modifica les dades a Wikidata |
|        | Oniria                                     | Canet de Rosselló                         | aquari públic atracció turística                   |                                                           | 42° 42′ 06″ N, 3° 02′ 10″ E / 42.70160277777778°N,3.0362444444444443°E fr:2 Boulevard de la jetée                                                                   |                               | Aquarium de Canet-en-Roussillon                     | Modifica les dades a Wikidata |
|        | Rec del Molí                               | Canet de Rosselló                         | rierol                                             | Desemboca: mar Mediterrània Llarg: 12.9km                 | |                               | Rec del Molí (Canet-en-Roussillon)                  | Modifica les dades a Wikidata |
|        | Sant Miquel de Forques                     | Canet de Rosselló                         | vilatge                                            |                                                           | 42° 42′ 41″ N, 2° 59′ 11″ E / 42.7114444444°N,2.98644444444°E |                               |                                                     | Modifica les dades a Wikidata |
|        | Tet                                        | Pirineus Orientals                        | riu                                                | Desemboca: mar Mediterrània Llarg: 115.8km Conca: 1369km² | 42° 42′ 48″ N, 3° 02′ 23″ E / 42.713333333333°N,3.0397222222222°E                                                                                                   |                               | Têt                                                 | Modifica les dades a Wikidata |
|        | Vilarnau (Canet de Rosselló)               | Canet de Rosselló Perpinyà                | poble                                              |                                                           | 42° 42′ 42″ N, 2° 58′ 20″ E / 42.711545°N,2.972124°E 16.6 msnm |                               |                                                     | Modifica les dades a Wikidata |
|        | camí de Canet a Vilallonga                 | Canet de Rosselló                         | camí veïnal                                        |                                                           | 42° 42′ 27″ N, 3° 00′ 15″ E / 42.707369°N,3.004147°E |                               | Chemin de Canet à Villelongue (Canet-en-Roussillon) | Modifica les dades a Wikidata |
|        | cementiri de Sant Miquel                   | Canet de Rosselló                         | cementiri                                          |                                                           | 42° 42′ 29″ N, 2° 59′ 15″ E / 42.708°N,2.9874°E |                               |                                                     | Modifica les dades a Wikidata |
|        | desembocadura del Tet                      | Canet de Rosselló                         | desembocadura                                      |                                                           | 42° 42′ 50″ N, 3° 02′ 21″ E / 42.71398°N,3.03909°E |                               |                                                     | Modifica les dades a Wikidata |
|        | estació meteorològica de Canet de Rosselló | Canet de Rosselló                         | estació meteorològica                              |                                                           | 42° 41′ 13″ N, 2° 59′ 01″ E / 42.686833°N,2.983667°E 16 msnm |                               |                                                     | Modifica les dades a Wikidata |
|        | estadi Sant Miquel                         | Canet de Rosselló                         | estadi estadi de rugbi a 13 instal·lació esportiva |                                                           | 42° 42′ 24″ N, 3° 00′ 14″ E / 42.7067°N,3.0038°E 42° 42′ 26″ N, 3° 00′ 05″ E / 42.70734°N,3.0013°E fr:Chemin du Stade CANET EN ROUSSILLON 66140 Canet-en-Roussillon |                               | Stade Saint-Michel de Canet-en-Roussillon           | Modifica les dades a Wikidata |
|        | rotonda de Maryse Bastié                   | Canet de Rosselló                         | plaça ronda                                        | Anomenat per: Maryse Bastié                               | 42° 42′ 06″ N, 3° 01′ 22″ E / 42.701527777778°N,3.0228055555556°E 3 msnm                                                                                            |                               | Rond-point Maryse Bastié (Canet-en-Roussillon)      | Modifica les dades a Wikidata |
|        | torre de la Bàscula                        | Canet de Rosselló                         | torrassa                                           |                                                           | 42° 42′ 21″ N, 3° 00′ 23″ E / 42.7057°N,3.0065°E |                               | Tour de la Bascule                                  | Modifica les dades a Wikidata |
|        | vil·la Muchir                              | Canet de Rosselló                         | vil·la                                             | Arquitecte: Férid Muchir                                  | 42° 41′ 24″ N, 3° 02′ 05″ E / 42.690027777778°N,3.0348333333333°E fr:50, avenue de la Côte-Vermeille                                                                | monument històric catalogat   |                                                     | Modifica les dades a Wikidata |
|        | xarxa viària de Canet de Rosselló          | Canet de Rosselló                         | xarxa de carreteres                                |                                                           | |                               |                                                     | Modifica les dades a Wikidata |